# Gustav von Wilmowski
Gustav Karl Adolf von Wilmowski (* 17. August 1818 in Paderborn; † 28. Dezember 1897 in Berlin) war ein deutscher Rechtswissenschaftler, Rechtsanwalt und Notar. Wilmowski gehörte zu den engen Vertrauten Otto von Bismarcks, den er zeitweilig als Rechtsbeistand unterstützte und der ihn als Generalbevollmächtigten seiner Besitzungen in Pommern einsetzte.

## Leben

### Familie
Die Familie Wilmowski, auch Wilmowsky, wurde 1558 von König Sigismund II. August von Polen in den polnischen Adelsstand erhoben. 1561 erhielten Angehörige des Geschlechts einen böhmischen Wappenbrief. Wilhelm Karl von Wilmowski (* 9. November 1785; † 26. August 1842), der Vater von Gustav, wurde geheimer Justizrat und Oberlandesgerichtsrat zu Naumburg an der Saale. Seine Mutter Charlotte Adolfine (* 5. September 1796; † 28. März 1869) war eine geborene Kurlbaum. Sie heirateten am 26. Dezember 1815 in Bielefeld.
Gustav, das zweitälteste Kind des Paares, hatte noch drei Brüder und zwei Schwestern. Sein älterer Bruder Karl von Wilmowski wurde geheimer Kabinettsrat und Mitglied des Preußischen Herrenhauses. Ihm wurde 1888 der Freiherrenstand im Königreich Preußen anerkannt. Dessen Sohn Kurt Freiherr von Wilmowsky (1850–1941) wurde Chef der Reichskanzlei, Oberpräsident der Provinz Schleswig-Holstein und Landeshauptmann der Provinz Sachsen.

### Beruflicher Werdegang
Wilmowski besuchte die Gymnasien in Paderborn und Bonn und studierte an den Universitäten in Bonn und Berlin Rechtswissenschaften. Im September 1838 trat er als Auskulator am Land- und Stadtgericht Naumburg in den preußischen Justizdienst ein. Im Oktober 1844 erhielt er eine etatmäßige Anstellung als Obergerichtsassessor am Land- und Stadtgericht Wollstein.
Im Juli 1849 ließ er sich als Rechtsanwalt in Schlawe nieder. Nachdem Otto von Bismarck 1867 das Gut Varzin erworben hatte, wurde er dessen Generalbevollmächtigter und Rechtsbeistand. Er hatte persönlich engen Umgang mit dem Kanzler und stand mit ihm im regen Briefwechsel. Wilmowski war Bismarcks Verbindung zu den lokalen pommerschen Behörden. Er schloss für ihn Verträge ab und unterstützte Bismarck in Personal- und Vermögensangelegenheiten. Seine Erlebnisse und Eindrücke beschrieb er in dem Buch Meine Erinnerungen an Bismarck, die vier Jahre nach seinem Tod sein Sohn aus dem schriftlichen Nachlass herausgab. Noch 1867 wurde ihm der Titel eines Justizrates verliehen. Im gleichen Jahr erschien seine vielbeachtete Schrift Lübisches Recht in Pommern.
Auf Grund einer besseren Erziehung und Ausbildung seiner Kinder ging Wilmowski 1869 als Rechtsanwalt nach Breslau. 1870 veröffentlichte er das Werk Beiträge zum pommerschen Lehnrecht. Sein besonderes Interesse galt der Neugestaltung der Gerichtsorganisation und Prozessgesetzgebung. Er beteiligte sich an den Vorbereitungen durch zahlreiche Aufsätze in Zeitschriften und durch Berichte für den Preußischen Anwaltstag und den Deutschen Juristentag. Seine maßvolle Kritik des norddeutschen Entwurfes der Zivilprozessordnung in der Zeitschrift Justiz-Ministerialblatt für die preußische Gesetzgebung und Rechtspflege, trug ihm von 1871 bis 1872 die Berufung in die Bundesratskommission zur Vorbereitung einer Deutschen Zivilprozessordnung ein, die am 1. Oktober 1879 als Teil der Reichsjustizgesetze in Kraft trat.
Im April 1872 wurde Wilmowski nach Berlin versetzt, wo er als Rechtsanwalt und Notar am Stadtgericht, seit 1879 am Landgericht und ab Juli 1883 am Kammergericht arbeitete. In Berlin war er langjähriges Mitglied der Anwaltskammer des Kammerbezirkes und hat eine Zeitlang selbst den Vorsitz geführt. Zusammen mit seinem Anwaltskollegen Meyer Levy bearbeitete er den Commentar zur Civilproceßordnung, der 1878 in zwei Bänden erschien und bereits 1896 in siebenter Auflage gedruckt wurde. 1882 erhielt er den Titel eines geheimen Justizrates. Drei Jahre später veröffentlichte Wilmowski sein Buch über die Deutsche Reichs-Konkursordnung. 1888, im Jahre seines fünfzigjährigen Dienstjubiläums, wurde ihm der Kronenorden II. Klasse verliehen und durch Ernennung zum Ehrendoktor der Rechte von der juristischen Fakultät der Berliner Universität ausgezeichnet. Erst 1891 trat er in den Ruhestand.
Seiner gemäßigt liberalen Grundanschauung entsprechend, wehrte sich Wilmowski 1894 mit seinen Schriften Die geplante Beschränkung der freien Advokatur und Zur Organisation des Anwaltsstandes noch in den letzten Jahren energisch und erfolgreich gegen Versuche die freien Advokatur zu beschränken. Er war Mitglied der ständigen Deputation des Juristentages, in der er von 1880 bis 1888 als Schriftführer tätig war. In der Juristischen Gesellschaft Berlin bekleidete er das Amt des Schatzmeisters. Noch im Ruhestand erteilte er juristische Gutachten und verwaltete Vermögensverhältnisse. 1894, ein Jahr nach dem Tod seines Bruders Karl, gab er dessen Feldbriefe aus dem Deutsch-Französischen Krieg heraus.
Gustav von Wilmowski starb am 28. Dezember 1896, im Alter von 78 Jahren, in Berlin.

### Ehe und Nachkommen
Wilmowski heiratete am 2. Juni 1846 in Westerhüsen, heute ein Stadtteil von Magdeburg, Maria Gottvertrau Knorr (* 30. Oktober 1820 in Westerhüsen; † 24. Januar 1869 in Schlawe). Das Paar hatte neun Kinder, fünf Töchter und vier Söhne. Die älteste Tochter Balida Adolfine heiratete den Doktor der Medizin und Pastor in Glewitz Wilhelm Ziemssen. Der älteste Sohn Richard Paul starb unverheiratet 1882 als Premierleutnant im Grenadier-Regiment „König Wilhelm I.“ (2. Westpreußisches) Nr. 7. Sohn Max ließ sich in San Miguel de Tucumán in Argentinien nieder und sein Bruder Paul ging in die USA nach New York City.
Marcell von Wilmowski, das achte Kind, wurde wie sein Vater Rechtsanwalt und später preußischer Regierungsrat und Mitglied der Ministerial-, Militär- und Baukommission von Berlin. Er gab aus dem Nachlass seines Vaters Meine Erinnerungen an Bismarck heraus. Aus seiner Ehe mit Gertrud Laura Ziemssen gingen zwei Söhne und zwei Töchter hervor.

## Veröffentlichungen (Auswahl)

### Autor
- Ueber niedere Strafgerichtsgewalt und Volksrecht. Glogau 1848.
- Deutschlands Grenzen, namentlich gegen Dänemark und Polen. Glogau 1848.
- Lübisches Recht in Pommern. Berlin 1867. (Digitalisat.)
- Beiträge zum Pommerschen Lehnrecht. Berlin 1870. (Digitalisat.)
- Das Konkursverfahren nach der Reichs-Konkursordnung vom 10. Februar 1877 an einem Rechtsfalle dargestellt. Berlin 1879.
- Zur praktischen Anwendung der Deutschen Civilprozeßordnung. Vorträge gehalten im Berliner Anwalt-Verein. Berlin 1879.
- Meine Erinnerungen an Bismarck. (postum), Breslau 1900. (Digitalisat.)

### Herausgeber und Bearbeiter
- Civilprozeßordnung und Gerichtsverfassungsgesetz für das deutsche Reich nebst den Einführungsgesetzen. Mit Kommentar in Anmerkungen. mit Meyer Levy, 2 Bände, Berlin 1878.
- Deutsche Reichs-Konkursordnung. Berlin 1878. (Digitalisat.)
- Handausgabe der Civilprozessordnung und des Gerichtsverfassungsgesetzes für das Deutsche Reich auf der Grundlage ihres Kommentars. mit Meyer Levy, Berlin 1884.
- Feldbriefe 1870/71 von Karl von Wilmowski. Nebst biographischen Mitteilungen. Breslau 1894. (Digitalisat.)